# Coccidencyrtus annulipes
Coccidencyrtus annulipes är en stekelart som först beskrevs av Blanchard 1940.  Coccidencyrtus annulipes ingår i släktet Coccidencyrtus och familjen sköldlussteklar. Inga underarter finns listade i Catalogue of Life.